# Lycklama à Nijeholt

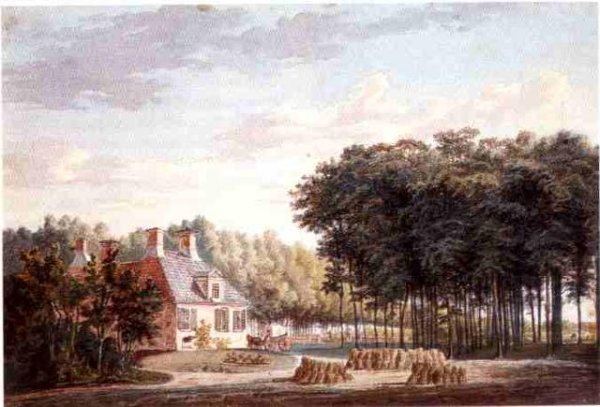
Lycklamabos in Gaasterland

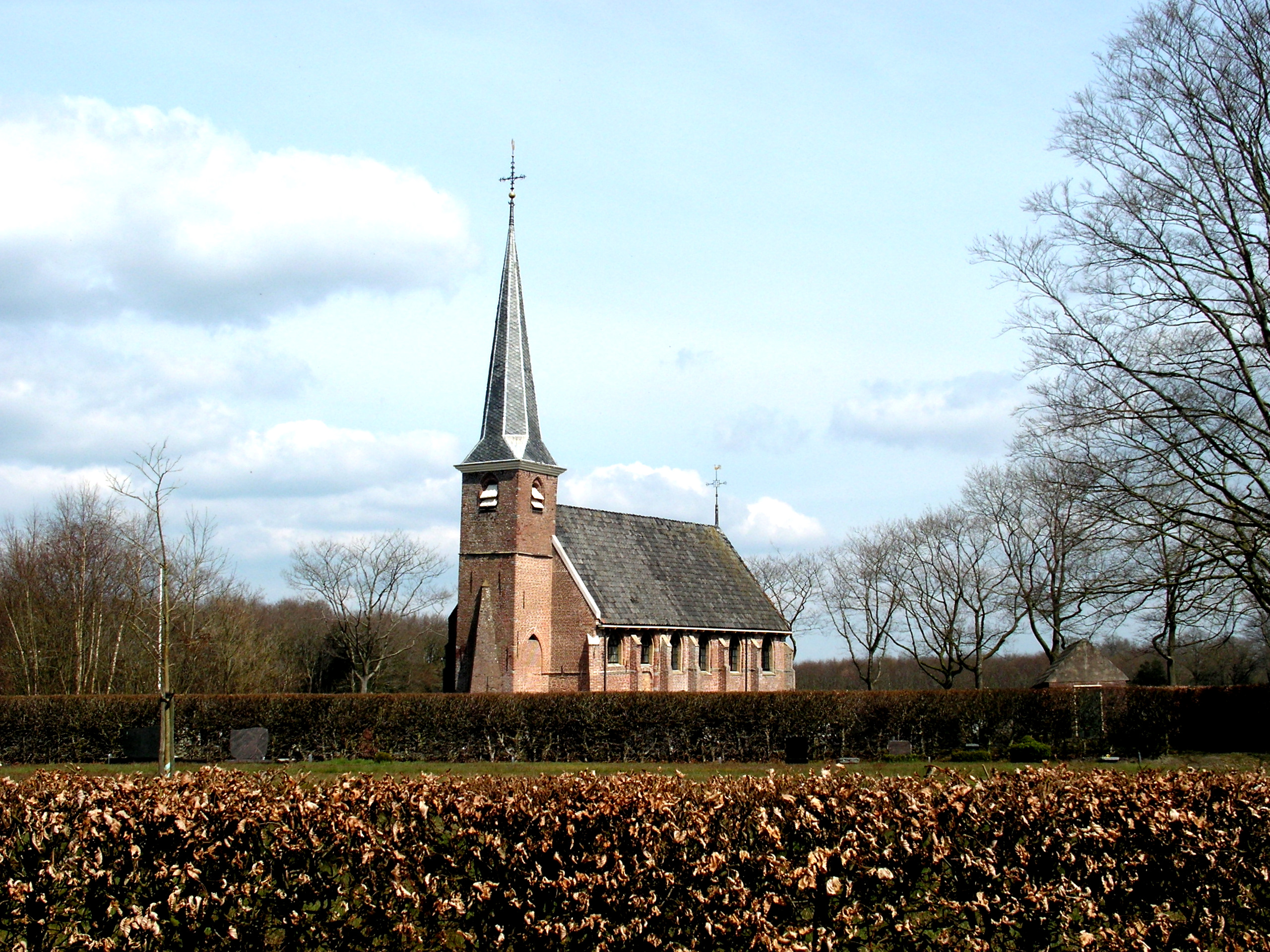
Nicolaaskerk in Nijeholtpade, waar twee Lycklamas begraven liggen

Lycklama à Nijeholt (ook: Lycklama à Nyeholt, Lijcklama à Nijeholt en Nieholt) is de naam van een vooraanstaand Fries geslacht. Eén tak ging tot het Nederlandse patriciaat behoren. Van een andere tak, er bestaan een protestantse en een katholieke loot, werd één familielid in 1817 verheven tot de Nederlandse adel. De adellijke tak stierf in 1917 uit.

## Geschiedenis
De familie bewoonde een stins ("Friesburg") te Nijeholtpade (Weststellingwerf). Het eerste deel van de achternaam komt van de stamvader Lyckle Eables. Een nakomeling, een zekere Pyer, heeft de voornaam Lyckle opgenomen in de achternaam. Het tweede deel van de achternaam werd aan Nijeholtpade ontleend. Dat dorp was destijds van belang voor de levering van brandhout. Al in de tweede helft van de zeventiende eeuw kochten Augustinus en zijn neef Lubbert Lycklama à Nijeholt venen te Appelscha en Fochteloo en lieten de Lycklamavaart uitgraven. De familie speelde in de achttiende en negentiende eeuw een grote rol in de turfwinning en de Opsterlandse Veencompagnie, opgericht in 1716. In 1801 waren alle aandelen eigendom van de familie Lycklama à Nijeholt. De vette jaren lagen in het midden van de achttiende eeuw en in de periode 1846-1869 en van 1870 tot 1881. De Lycklamas bezaten veel boerderijen in Hennaarderadeel en bossen rond de Duurswouderheide, maar hadden ook grondbezit bij Donkerbroek, Elsloo, Haule, Haulerwijk, Oosterwolde, Nijeholtpade, Makkinga, Norg en Roden, in Opsterland en Schoterland. Veel van dit grondbezit werd al in de jaren 1782-1784 verkocht.
Leden van deze familie waren raadsheren vanwege Zevenwouden, gedeputeerde bij de Staten van Friesland of grietman van de grietenijen Ooststellingwerf (7), Opsterland (2), Utingeradeel (2), Gaasterland (1) en Weststellingwerf (1). In 1749 waren er drie Lycklama's grietman. Een aantal Lycklama's was raad bij de Admiraliteit van Amsterdam en de Admiraliteit van Friesland.

## Heraldiek
Beschrijving van het patricische wapen (boven):

“Gedeeld: I. in rood een rechtop geplaatste, uitgerukte boomstronk met drie wortels, en drie gesteelde, bladerlooze eikels spruitende uit den top, alles van goud; II. doorsneden: a. in groen een zilveren, rood getongde, leeuw, b. in goud drie gesteelde en gebladerde eikels, naast elkander, alles van groen. Helmteken: Een zilveren zwaan met opgeheven vlucht. Dekkleden: Rood en Goud.”
Beschrijving van het adellijk wapen (onder):

"Wapen: gedeeld: I in goud een blauwe dwarsbalk vergezeld boven en beneden van een rode lelie; II in rood een uitgerukte stronk waaruit drie waaiers-gewijs geplaatste eikels aan stelen oprijzen, alles goud. Helm: een half-aanziende (volgens Rietstap aanziend). Kroon: een gouden ridderkroon. Helmteken: een zwarte adelaarskop en -hals, houdende in de bek een gesteelde gouden eikel, tussen een zwarte vlucht, elke vleugel beladen met een gouden paal, waarop een rode lelie. Dekkleden: goud-blauw-goud en rood."

## Fragmentgenealogieën van twee takken van het geslacht

### Stamvaders van de adellijke tak
- Lyckle Ebelens (waarschijnlijk overleden 1536), grietman van de Stellingwerven 1510-1514, Stellingwerf en Schoterland 1517-1524 en van Weststellingwerf 1524-1536[4][5]
  - Pier Lyckles (overleden 1610), vermeld in 1578
    - Lyckle Piers Lyckles (overleden 1619), bijzitter van Weststellingwerf en secretaris van Ooststellingwerf in 1608 en 1618
      - Pyer Lycklama (1611-1679), dorpsrechter van Makkinga en bijzitter van Ooststellingwerf

  - Joseph Lyckles (overleden 1614)
    - Lubbert Lycklama à Nijeholt
      - Lyckle Lubberts Lycklama à Nijeholt
        - Lubbert Lyckeles Lycklama à Nijeholt (1625-1700)

### Afstammelingen van Pyer Lycklama
In de negentiende eeuw bestaan er in diverse Friese gemeenten, onder andere Workum, Wonseradeel, Baarderadeel en Barradeel, voortzettingen van de familie.
- Lubbert Lycklama à Nijeholt (1639-1697), secretaris en grietman van Ooststellingwerf van 1661-1697 en lid van de Gedeputeerde Staten van Friesland in 1668[6]
  - Augustinus (Aucke) Lycklama à Nijeholt (1670-1744), lid van de Gedeputeerde Staten, grietman van Opsterland en initiatiefnemer van de Opsterlandse Compagnonsvaart. Hij huwde in 1693 met Houkje van Glinstra (1671-1693) en in 1695 met Detcke van Andringa (1677-1719)
    - Livius Suffridus (Lieuwe) Lycklama à Nijeholt (1695-1773), huwde in 1733 met Auckje Cunira van Scheltinga (1709-1765)
    - Tinco Lycklama à Nijeholt (1696-1762), grietman van Utingeradeel en huwde in 1726 met Martha Kinnema van Scheltinga (1702-1778)
      - Augustinus Lycklama à Nijeholt (1742-1789), huwde in 1762 met Susanna thoe Schwartzenberg en Hohenlansberg (1736-1799). Hij was met 2177 ha de grootste grondbezitter in Friesland, voornamelijk bestaande uit heidevelden en laaggelegen hooilanden.[7] Augustinus werd verdacht van sodomie[8]
        - Jhr. Tinco Martinus Lycklama à Nijeholt (1766-1844), huwde in 1790 met Elisabeth Helena thoe Schwartzenberg en Hohenlansberg (1767-1803) en in 1804 met Francina Johanna Blomkolk (1783-1842). Hij was grietman van Ooststellingwerf van 1788-1790, van Utingeradeel van 1790-1795 en woonde in de Andringastate (Oldeboorn). Hij werd in 1802, tijdens het Bataafs Gemenebest, lid van het Departementaal Bestuur van Friesland, was drost van Utingeradeel en Haskerland (1806-1810), onderprefect van het arrondissement Heerenveen (1811-1813), lid van de Grote Vergadering van Notabelen (1814), lid van de Tweede Kamer der Staten-Generaal (1815-1831) en lid van de Eerste Kamer der Staten-Generaal (1835-1844). Hij werd in 1817 in de adelstand verheven.
          - Jhr. mr. Augustinus Georg Lycklama à Nijeholt (1794-1828), grietman van Utingeradeel van 1816-1828, lid van de Provinciale Staten van Friesland van 1815-1828
          - Jhr. Wilco Holdinga Lycklama à Nijeholt (1801-1872), grietman en daarna burgemeester van Utingeradeel, lid van de Provinciale Staten van Friesland van 1824-1827 en 1830-1850, lid van de Tweede Kamer der Staten-Generaal van 1845-1848 en 1858-1866
          - Jhr. Tinco Franciscus Lycklama à Nijeholt (1805-1837), Ridder in de Militaire Willems-Orde
          - Jhr. Fredericus Ignatius Lycklama à Nijeholt (1807-1862), huwde in 1836 met Anna Charlotta van der Haer (1814-1887)
          - Jhr. mr. Georg Wolfgang Franciscus Lycklama à Nijeholt (1808-1875), grietman (1841-1851) en burgemeester van Ooststellingwerf (1851-1865)
          - Jhr. Jan Anne Lycklama à Nijeholt (1809-1891), woonde in Beetsterzwaag en was burgemeester van Opsterland, lid van de Provinciale Staten van Friesland van 1841-1862 en 1865-1886. Hij hield zich vooral en nadrukkelijk bezig met waterstaats- en landbouwzaken. Hij huwde in 1836 met jkvr. Ypkjen Hillegonda van Eysinga (1815-1854).
            - Jhr. Tinco Martinus Lycklama à Nijeholt (1837-1900), reiziger en schrijver. Hij maakte een reis door de Oriënt in 1865-1868[9] en was de stichter van het Musée de la Castre te Cannes.[10] Hij huwde in 1875 met Julia Agatha des H.R. Rijksbarones thoe Schwartzenberg en Hohenlansberg (1845-1914)
            - Jhr. Binnert Philip Lycklama à Nijeholt (1839-1855)
            - Jhr. Augustinus Lycklama à Nijeholt (1842-1906), huwde in 1872 met Anna Adriana Cornelia Sixma barones van Heemstra (1853-1903). Hij woonde in Lauswolt. Hij leed aan epilepsie en verbleef vaak in het kuuroord Wiesbaden. Hij besteedde veel tijd aan genealogie en heraldiek. Hij en Jan Anne zouden de opdrachtgevers kunnen zijn geweest voor de bouw van de neogotische Adelskerk in Oud Beets, in gebruik genomen in 1889, in onbruik sinds 1956 en gesloopt in 1984.[11][12]
              - Jhr. Jan Anne Augustinus Cornelis Schelto Lycklama à Nijeholt (1885-1917), met hem stierf de adellijke tak van het geslacht uit

    - Lubbertus Lycklama à Nijeholt (1698-1775)
    - Regnerus (Rein(der)) Lycklama à Nijeholt (1704-1756), grietman van Lemsterland
- Augustinus Lycklama à Nijeholt (1642-1715), huwde met Hillegonda Hemminga (1655-1730)
  - Pierius Lycklama à Nijeholt (1681-1720), huwde in 1714 met Catharina Janssonius (1691-1720)[13]
    - Augustinus Lycklama à Nijeholt (1715-1766), huwde in 1739 met Elizabeth Heemstra (1715-1772). Hij was gecommitteerde in de Landdag van Friesland, ontvanger-generaal van Baarderadeel en Bozum en lid van de Staten van Friesland.
      - Pierius Lycklama à Nijeholt (1740-1780), huwde met Sjoukje Sjoerds
        - Augustinus Lycklama à Nijeholt (1767-1832), huwde met Trijntje Douwes Feykema
          - Pierius Augustinus Lycklama à Nijeholt (1791-1857), huwde met Tjitske Wypkes van Popta
            - Aiso Pierius Lycklama à Nijeholt (1824-1905), huwde met Hinke Foppes de Jong
              - Augustinus Lycklama à Nijeholt (1859-1945), huwde met Rijkje Keulen (1878-1951)[14]
                - Foppe Arend Lycklama à Nijeholt (1915-1978), huwde met Hiltje Miedema (1922-2017)
                  - Augustinus Aizo Beent (Guus) Lycklama à Nijeholt (1951)

            - Klaske Lycklama à Nijeholt (1826-1908), huwde met Atte Riemers Hibma (1824-1867); zij zijn voorouders van Willem Holleeder
              - Foppe Lycklama à Nijeholt (1853-1909), huwde met Antje Tiesma
                - Aiso Lycklama à Nijeholt (1879-1943), huwde met Gerbrig Miedema
                  - Jelle Lycklama à Nijeholt (1910-1997), huwde met Rinkje Wynia
                    - Geertje Lycklama à Nijeholt (1938-2014), huwde met Henk Thomas

### Afstammelingen van Lyckle Lubberts Lycklama à Nijeholt

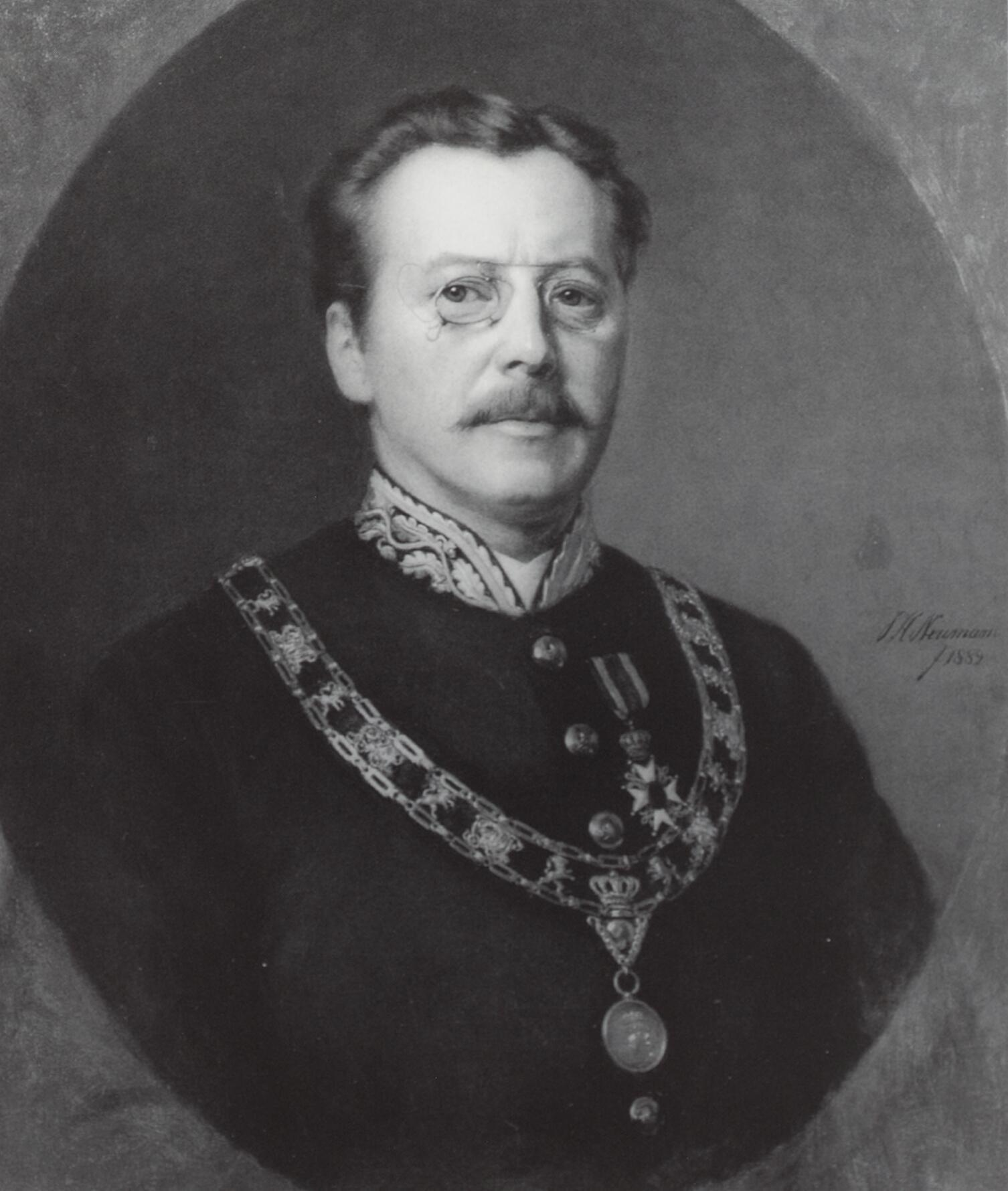
P. Lycklama à Nijeholt

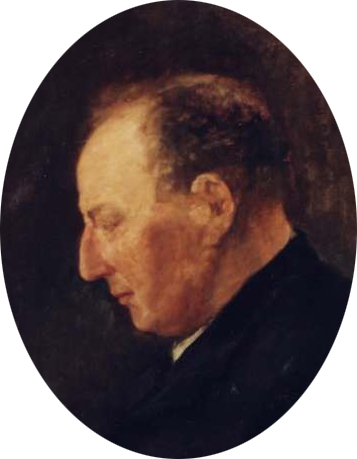
Tjepco Lycklama à Nijeholt (1837-1923), geneesheer te Rotterdam, naar een schilderij gemaakt door zijn echtgenote Anna Mees (uitsnede)

Lyckle Lubberts Lycklama à Nijeholt (1655-1740)
- Jacobus Lyckles Lycklama à Nijeholt (1682-1742), vervangend schout van Steenwijkerwold en rentmeester van landgoed De Eese
  - Mr. Albertus Lycklama à Nijeholt Sr. (1705-1753), advocaat van het Hof van Friesland, schout van Steenwijk, secretaris van Hennaarderadeel, raad en burgemeester van Franeker
    - Mr. dr. Hector Jacob Lycklama à Nijeholt (1736-1772), advocaat te Bolsward en wonende op Monsma State[15]
      - Willem Lycklama à Nijeholt (1759-1809), apotheker en patriot
        - Albertus Lycklama à Nijeholt (1786-1827), majoor der infanterie van het Oost-Indisch leger
          - Frederik Willem Lycklama à Nijeholt (1810-1831), officier der infanterie
          - Tjark Ommen Albertus Lycklama à Nijeholt (1815-1838), officier der infanterie

        - Hector Jacob Lycklama à Nijeholt (geboren 1794), majoor der infanterie van het Oost-Indisch leger
        - Jan Minne Lycklama à Nijeholt (1800-1862), onderofficier, onderscheiden met het Metalen Kruis omstreeks 1830 en schipper

      - Albertus Lycklama à Nijeholt (1761-1846), textielhandelaar en patriot, generaal-majoor en commandant van de Koninklijke Hollandse Infanterie in Spanje 1807-1809. Ridder in het legion d'honneur.
        - Gerrit Lycklama à Nijeholt (1815-1857), eerste luitenant der cavalerie

      - Tjepke Lycklama à Nijeholt (1764-1823), apotheker en raad te Bolsward
        - Sjoerd Lycklama à Nijeholt (1805-1887), apotheker en wethouder te Bolsward
        - Dr. Hector Jacob Lycklama à Nijeholt (1808-1872), geneesheer te Bolsward en lid van de Provinciale Staten van Friesland
          - Dr. Tjepco Lycklama à Nijeholt (1837-1923), geneesheer te Rotterdam
            - Dr. Hector Jacob Lyklama à Nijeholt (1874-1933), chirurg aan het Wilhelmina Ziekenhuis te Nijmegen
            - Mr. Johanna Francina Lycklama à Nijeholt (1876-1947), lid van de Octrooiraad
            - Mr. Govert Jacob Lycklama à Nijeholt (1884-1960), advocaat te Rotterdam
              - Tjepco Lycklama à Nijeholt (1921-?)

          - Pieter Lycklama à Nijeholt (1842-1913), burgemeester van Leeuwarden, Rotterdam en commissaris van de Koningin van Overijssel

      - Dr. Durk Lycklama à Nijeholt (1771-1848), geneesheer te Enkhuizen

    - Mr. dr. med. Jacobus Egbertus Lycklama à Nijeholt (1742-1810), stadsdokter en apotheker te IJsselstein, schepen te IJsselstein en later baljuw
      - Cornelis Frederick Adolph Amelius Lycklama à Nijeholt (1788-1815), kapitein der infanterie
      - George Lycklama à Nijeholt (1792-1866), kapitein der infanterie

### Twee andere bekende kleinzoons van Lyckle Ebelens
Lyckle Ebelens had nog een zoon Meyne Lyckles, die op zijn beurt in ieder geval de volgende zoons had:
- Marcus Lycklama (1573-1625), advocaat (1597), professor aan en rector van de Hogeschool van Franeker van 1604 tot 1610, vervolgens curator en grietman van Ooststellingwerf en Weststellingwerf, lid Staten-Generaal[16] Hij huwde in 1615 met Pierkje van Goslinga en samen kregen ze geen kinderen.
- Laelius (Lolle) Lycklama[17][18] (1575-1625), advocaat, raad in het Hof van Friesland in 1597 en in 1625 grietman van Hemelumer Oldefert. Hij trouwde in 1603 Foekje van Galama en had twee of drie kinderen: His (geboren 1604), Meynert (geboren omstreeks 1609) en Seerp (geboren 1611).

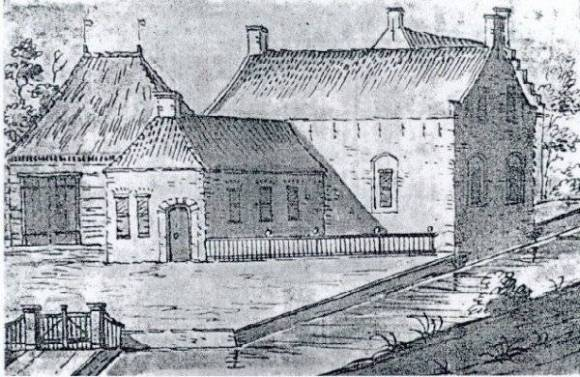
Stins Friesburg in Nijeholtpade Prent door Jacobus Stellingwerff (1722)
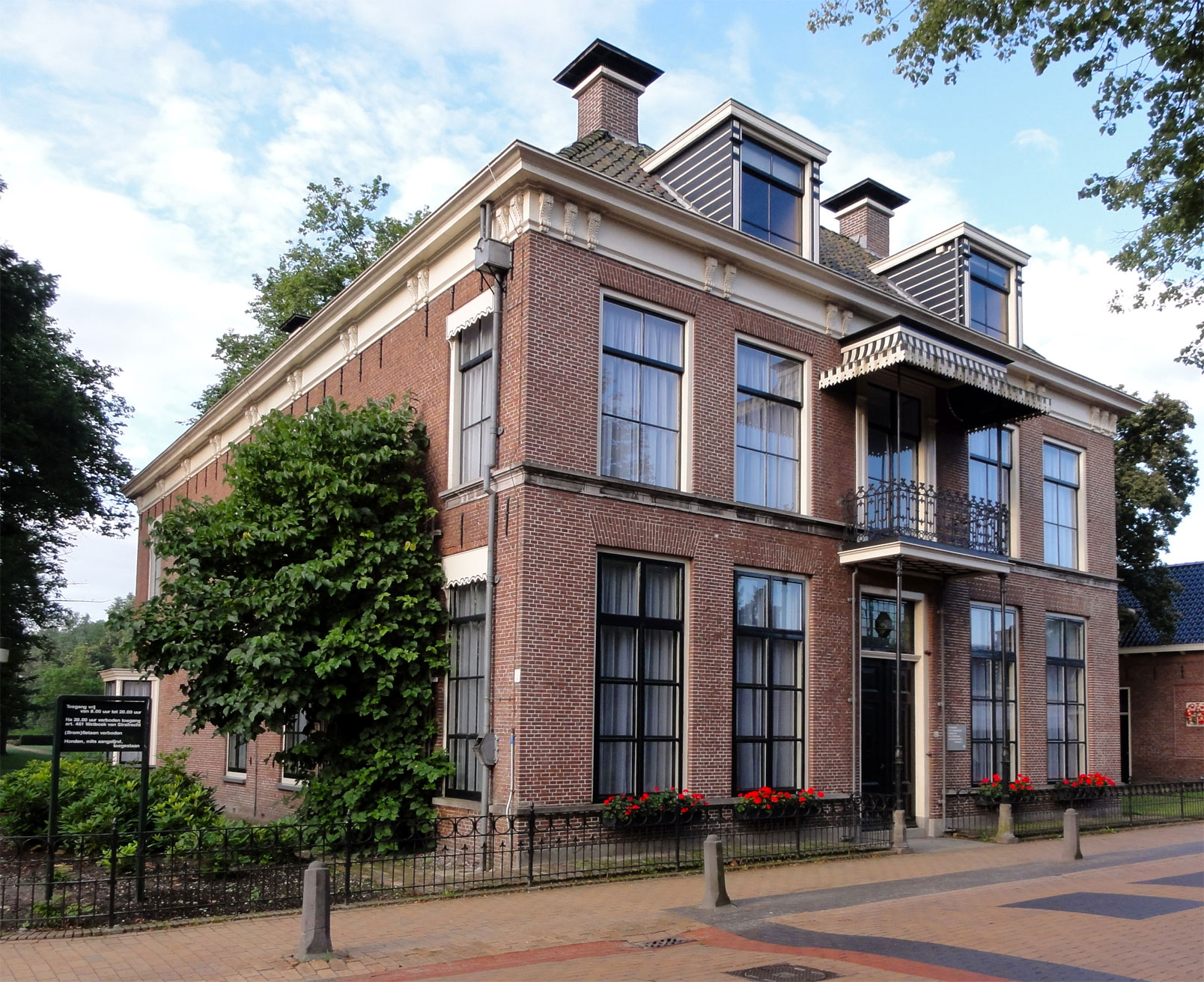
Lycklamahuis te Beetsterzwaag
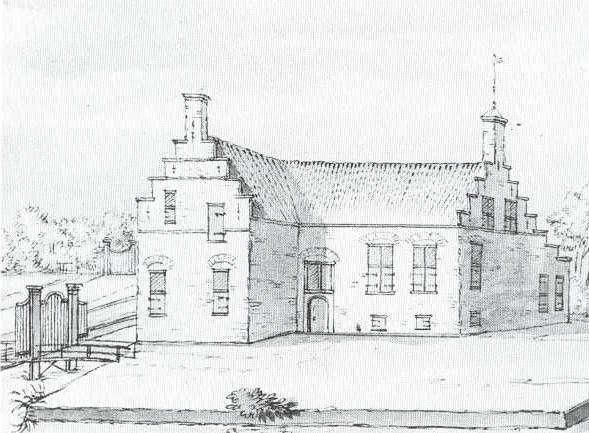
Lycklama State uit 1720, getekend door J. Stellingwerff.
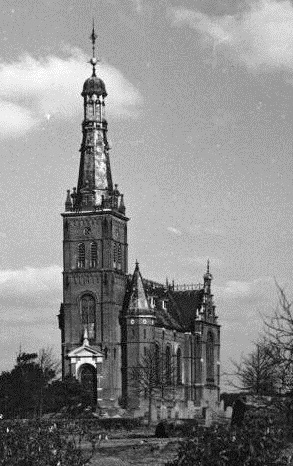
Adelskerk in Oud Beets